# Kallhällsbadet

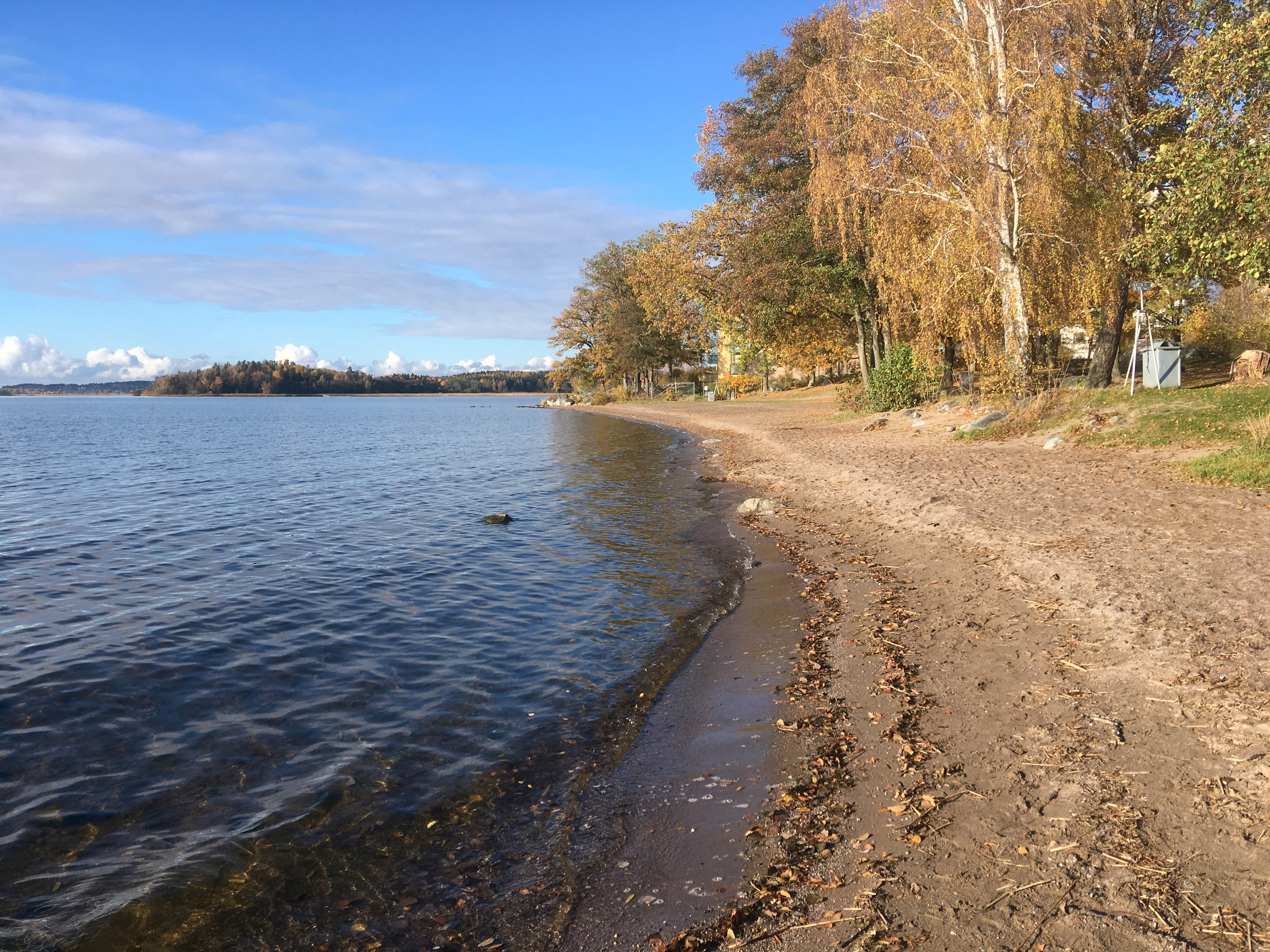
Sandstranden, vy mot norr.

Kallhällsbadet (eller Kallhälls badplats) är ett kommunalt strandbad i kommundelen Kallhäll i Järfälla kommun. Badet ligger vid Mälaren på cirka 700 meter gångavstånd från Kallhälls station och är kommunens största friluftsbad. Området ingår i Görvälns naturreservat.

## Beskrivning
En enkel badstrand anlades redan i slutet av 1960-talet strax söder om Bolinders fabrik (idag bostadsområdet Bolinders strand) när Kallhälls miljonprogrambyggen uppfördes. Då fanns ett hopptorn, några badbryggor, bastu och en sandstrand. 
Idag har badet en cirka 160 meter lång sandstrand, tre badbryggor och en stor, sluttande gräsmatta att sola på. Till anläggningen hör bland annat två lekplatser, beachvolleyplan, bouleplan, grillplatser, dusch och toaletter av typ bajamaja. 
Ovanför badet ligger sedan 2008 vandrarhemmet ”Kallhällsbaden” med 45 sängplatser, bastu, duschrum för damer och herrar, pentry och allrum. Vandrarhemmet är öppet året runt medan kiosken har bara sommaröppet. Vid badet börjar även en nybyggd vandringsled som sträcker sig längs med Mälaren ner till Görvälns slott och vidare söderut.

## Bilder

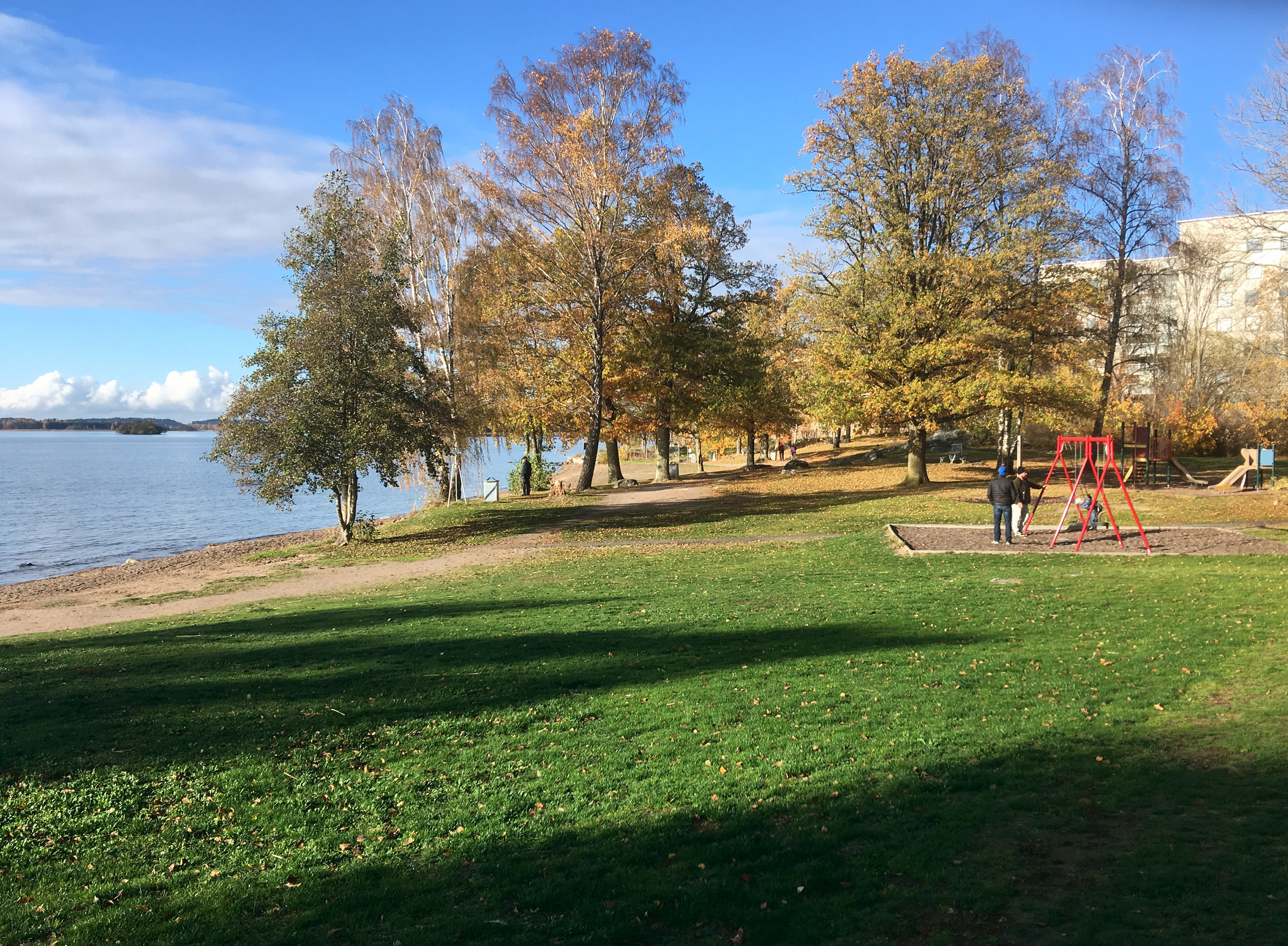
Lekplats och gräsmattan.
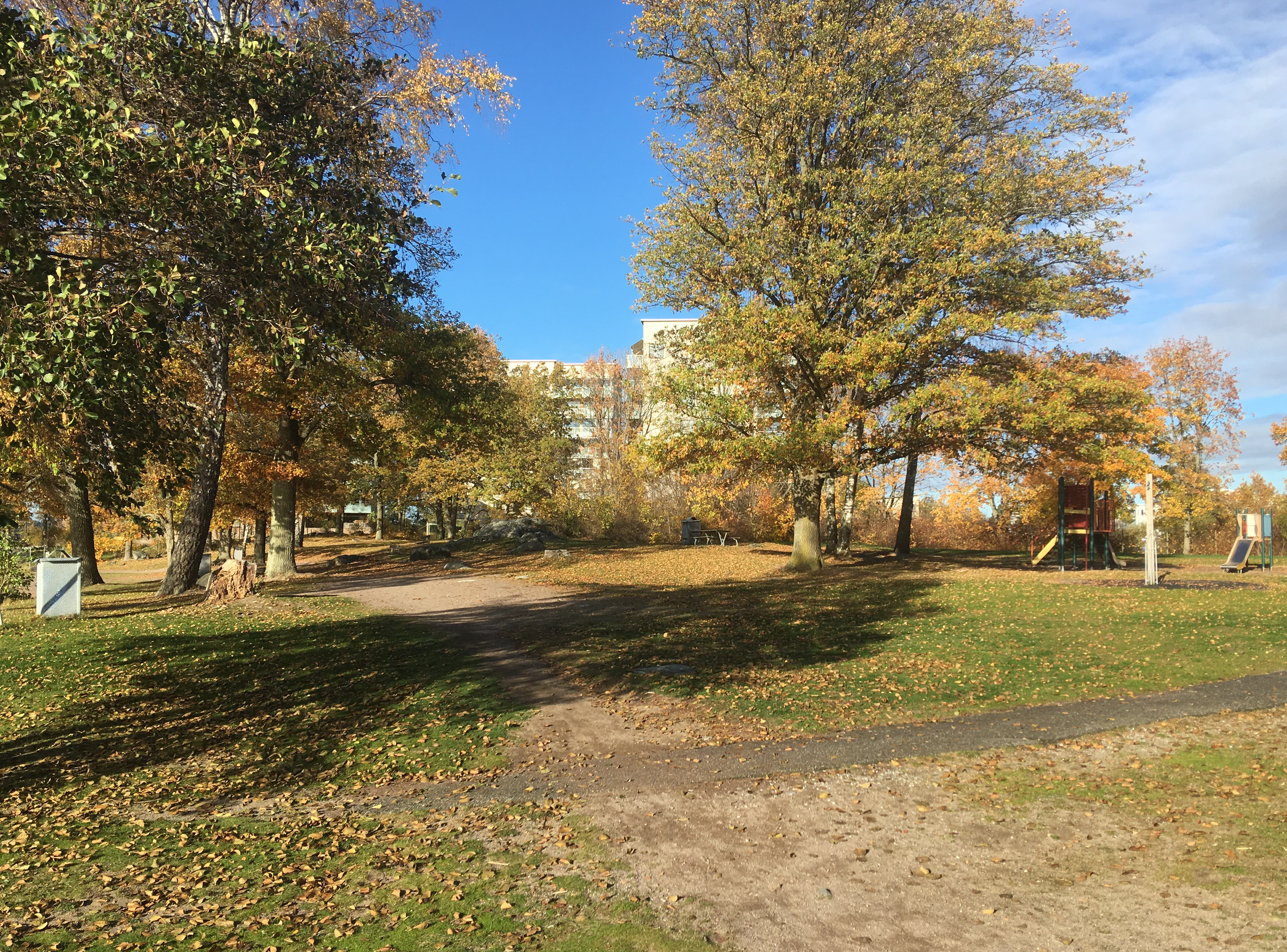
Vy mot norr, i bakgrunden syns Bolinders strands nya bostadshus.
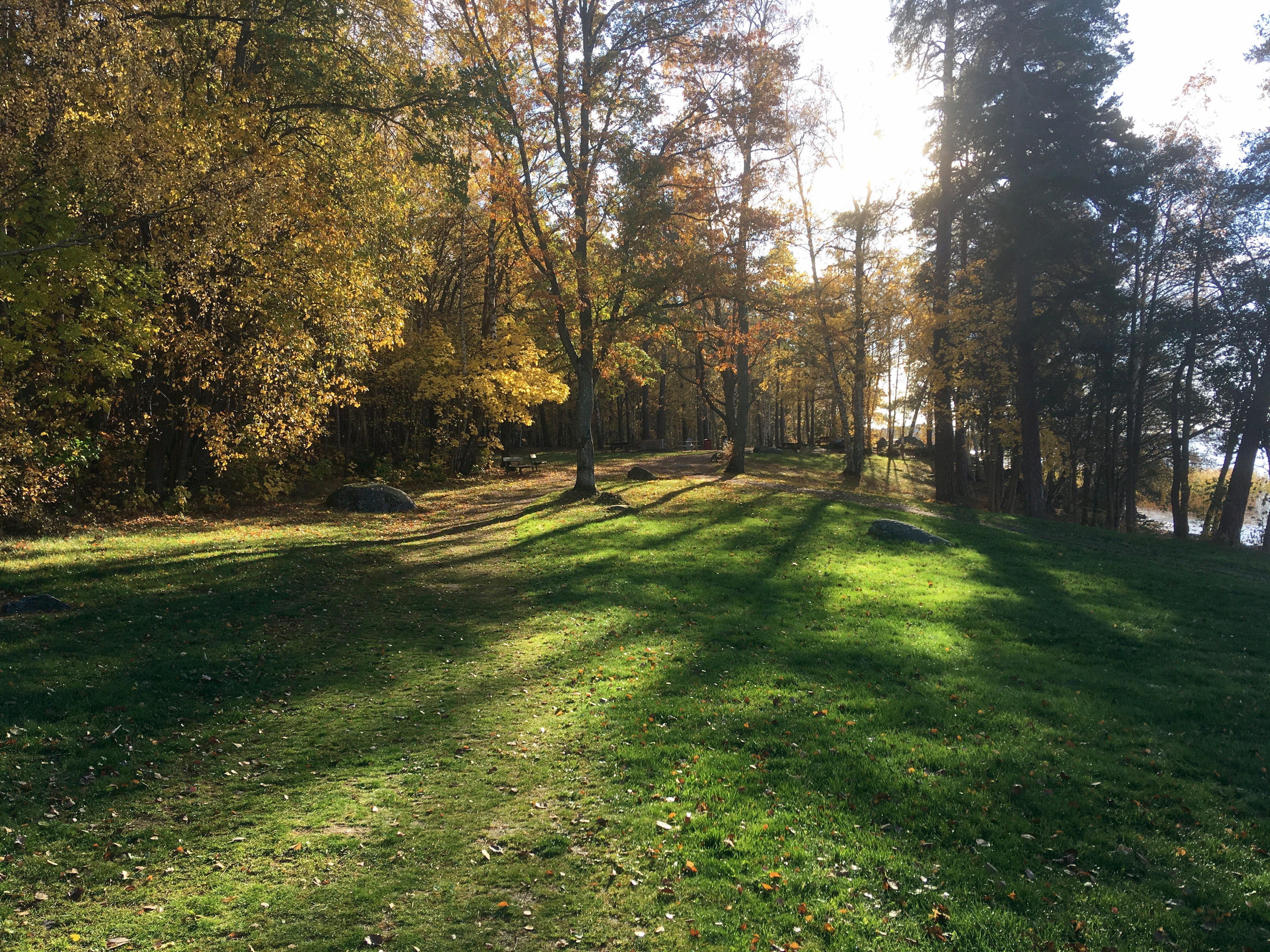
Vy mot söder med grillplatser.
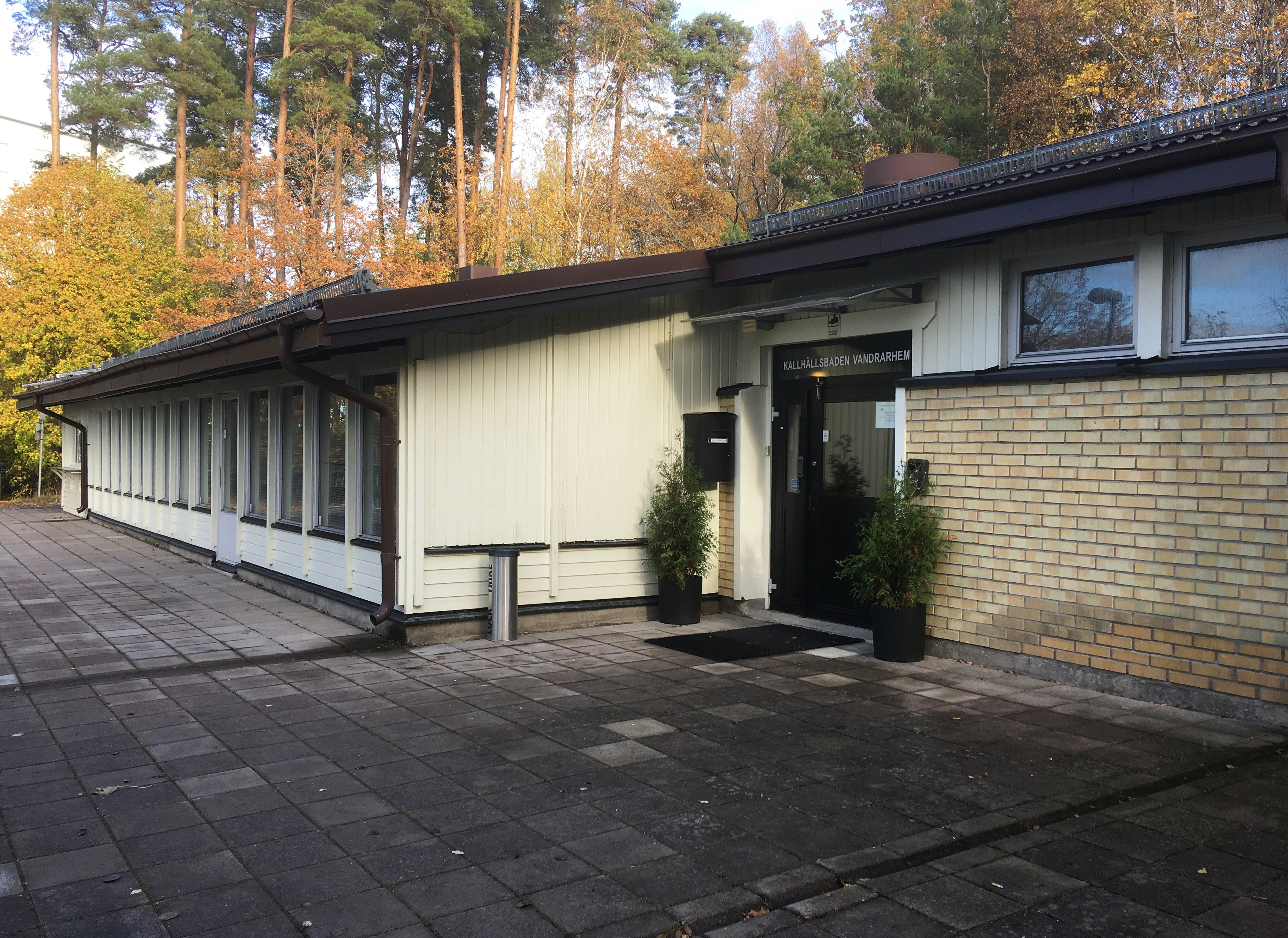
Vandrarhemmet "Kallhällsbaden".